# Tanga (waluta)
Tanga (tadż. танга) – historyczna zdawkowa jednostka monetarna Tadżykistanu od 10 maja 1995 do 29 października 2000 jako 1/100 rubla tadżyckiego, który został zastąpiony nową walutą somoni, która dzieli się na 100 dirhamów. Tanga była również walutą Chanatu Buchary od XVI w. do początku lat 20 XX w.. 
Nigdy nie wyemitowano monet ani banknotów w jednostce tanga, z powodu wysokiej inflacji. 
W styczniu 1997 r. kurs wymiany dolara amerykańskiego na rubel tadżycki wynosił 350 rubli, co oznaczało, że wartość tangi wyniosłaby 0,003 centów.